# Coenocharopa macromphala
Coenocharopa macromphala är en snäckart som beskrevs av Stanisic 1990. Coenocharopa macromphala ingår i släktet Coenocharopa och familjen Charopidae. Inga underarter finns listade i Catalogue of Life.